# Зидовудин
Зидовудин (Zidovudine, ZDV), также известный как азидотимидин (AZT), — 3'-азидо-3'-дезокситимидин, противовирусный препарат, нуклеозидный ингибитор обратной транскриптазы вируса иммунодефицита человека. Первый антиретровирусный препарат: допущен к применению в марте 1987 года. Применяется как самостоятельно, так и в составе комбинированных препаратов. Один из ключевых компонентов антиретровирусной терапии.

## История
3'-Азидо-3'-дезокситимидин был впервые синтезирован в 1964 году Джеромом Хорвицем (1919—2012) с сотрудниками в качестве потенциального противоопухолевого препарата. Вследствие неактивности AZT в животных моделях исследования не получили дальнейшего развития.
Разработка противовирусных препаратов в Исследовательских лабораториях Веллкама (ныне принадлежат GlaxoSmithKline) проводилась под руководством Гертруды Элайон (1918—1999). Азидопроизводные тимидина были синтезированы в 1981 году по опубликованным ранее методикам и использованы в качестве синтетических предшественников некоторых соединений, а также включены в скрининговые библиотеки. При скрининге антибактериальной активности AZT была обнаружена эффективность в отношении некоторых грамотрицательных, но не грамположительных бактерий: AZT эффективно фосфорилируется тимидинкиназами эшерихий до соответствующего трифосфата, эффективно терминирующего полимеризацию ДНК. В испытаниях in vivo была продемонстрирована эффективность и безопасность AZT в качестве ингибитора бактериальных инфекций.
При скрининге противовирусной активности AZT не проявил активности против вирусов простого герпеса типов 1 и 2, вируса ветряной оспы, аденовируса типа 5, вируса гриппа A, респираторно-синцитиального вируса, риновируса B, вируса жёлтой лихорадки, вируса кори, коронавируса[уточнить], ротавируса крупного рогатого скота, вируса осповакцины, вируса везикулярного стоматита, вируса лейкоза мышей L1210, цитомегаловируса человека. Незначительная активность наблюдалась в отношении вируса Эпштейна — Барр.
В связи с открытием в 1983 году вируса иммунодефицита человека в начале 1984 года в лабораториях Веллкама были запущены исследования по поиску препаратов для лечения вызываемого ВИЧ заболевания. Был адаптирован метод бляшек, первоначально разработанный для других ретровирусов, и в процессе скрининга ранее исследованных противовирусных препаратов и других аналогов нуклеозидов AZT оказался единственным соединением, полностью подавлявшим репродукцию вируса. Публикация противовирусной активности AZT послужила толчком к дальнейшему исследованию аналогов нуклеозидов в качестве ингибиторов обратной транскриптазы, в то время как для самого зидовудина был разработан метод масштабирования синтеза и начаты клинические исследования.
Зидовудин — первый антиретровирусный препарат, допущенный к применению в 1987 году. Патент на производство зидовудина в США истек в 2005 г. Вскоре этот препарат, возможно, будет продаваться значительно дешевле.
Благодаря коммерческому успеху зидовудина последовал всплеск интереса к нуклеозидным ингибиторам обратной транскриптазы: были разработаны диданозин, залцитабин, ставудин, ламивудин, абакавир и эмтрицитабин.

Диданозин
Залцитабин
Ставудин
Ламивудин
Абакавир
Эмтрицитабин

## Синтез
Ключевая стадия первого синтеза 3'-азидо-3'-дезокситимидина, осуществлённого Хорвицем с соавторами, состояла в нуклеофильном замещении мезилатной группы при 3'-атоме углерода сахарного остатка действием азида лития в диметилформамиде. После удаления тритильной защиты было получено целевое соединение в виде бесцветных игольчатых кристаллов.
Аналогичная последовательность реакций лежит в основе синтеза AZT, разработанного Лином и Прусоффом, однако методики отдельных стадий были ими оптимизированы.

## Механизм действия
Аналогично другим нуклеозидным ингибиторам обратной транскриптазы, после троекратного фосфорилирования зидовудинтрифосфат выступает в качестве терминатора цепи ДНК, синтезируемой по матрице РНК. Таким образом, зидовудин является пролекарством, поскольку сам по себе зидовудин обратную транскрипцию не ингибирует.
В экспериментах по ингибированию цитопатического действия ВИЧ был обнаружен выраженный протективный эффект зидовудина в концентрациях 5-10 мкМ, не подавляющих нормальное функционирование T-клеток и B-клеток. При этом полное ингибирование обратной транскриптазы наблюдалось в концентрациях 0,5 мкМ и выше.

## Клинические исследования
Зидовудин изучался в многочисленных клинических исследованиях, и по его применению накоплен наиболее обширный опыт по сравнению со всеми остальными препаратами (более 20 лет).

## Физические свойства

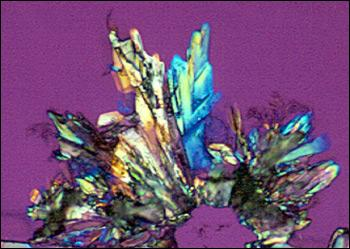
Кристаллы зидовудина в поляризованном свете

Бесцветные кристаллы. Растворимость в воде при 25 °C составляет 20,1 мг/мл. Температура плавления 119−121 °C. рН водного 10 % раствора — 6,5 — 6,6.

## Дозировка
Дозировки и формы выпуска: капсулы 100 мг, 300 мг; раствор для приема внутрь (50 мг в 5 мл, флаконы по 200 мл.); раствор для инфузий (200 мг, флаконы по 20мл).
Стандартные дозы и режим приема: 600 мг/сутки, разделенные на два или три приема: три раза в день по две капсулы 100 мг, или два раза в день по 300 мг.

## Лекарственные взаимодействия и побочные эффекты
Можно применять вне зависимости от приема пищи, но жирная пища может замедлять всасывание. Не совместим со ставудином, комбинация с рибавирином может быть неэффективной. Усиление токсичности в отношении костного мозга в комбинациях с ганцикловиром, винкристином, амфотерицином «B», цитостатиками и другими препаратами, угнетающими костный мозг. Парацетамол увеличивает риск развития нейтропении. Метадон значимо повышает концентрацию в плазме (30—40 %), что может увеличивать риск развития побочных эффектов азидотимидина.
В высоких дозах предположительно является мутагеном, канцерогеном.
Острая токсичность — LD50 (крыса, перорально) — 3500 мг/кг.
Наиболее значимые побочные эффекты: в начале терапии (6—8 недель) — головокружение, слабость, сниженный аппетит, тошнота, рвота. При длительном применении — анемия, кожный зуд, боли в мышцах.
Уже в очень ранних исследованиях, посвященных монотерапии зидовудином, было установлено, что зидовудин существенно повышает выживаемость, по крайней мере, при тяжёлом иммунодефиците. Тем не менее в ходе очень крупных ранних исследований (ACTG 016 и ACTG 019) не удалось доказать статистически значимое влияние зидовудина на выживаемость у пациентов с бессимптомным течением ВИЧ-инфекции, хотя в обоих случаях отмечалось существенное уменьшение риска прогрессирования ВИЧ-инфекции. Уже тогда стало ясно, что эффективность монотерапии зидовудином, скорее всего, не очень высока. Вскоре репутация зидовудина пострадала ещё больше: в исследовании Concorde было установлено, что лечение зидовудином не даёт отдалённого положительного эффекта. Кроме того, в первые годы зидовудин назначали в очень высоких дозах (1500 мг/сут), которые вызывали выраженное угнетение кроветворения. Но и сейчас, когда зидовудин применяется в более низких дозах (500—600 мг/сут), не следует недооценивать его токсическое действие на костный мозг; поэтому у пациентов, получающих зидовудин, следует в обязательном порядке следить за показателями клинического анализа крови. Длительный приём зидовудина почти всегда приводит к макроцитозу (увеличению среднего объёма эритроцита, по наличию которого можно в некоторой степени судить о соблюдении режима лечения.
В 2011 году Зидовудин подвергся критике после проведения исследования Gilead 934, в котором было установлено, что зидовудин существенно уступает по эффективности тенофовиру. В этом крупном рандомизированном исследовании пациентам, ранее не получавшим АРТ, назначали эфавиренз в комбинации либо с зидовудином и ламивудином, либо с тенофовиром и эмтрицитабином. В частности, у пациентов, получавших зидовудин, чаще развивалась тяжёлая анемия, которая служила основанием для отмены терапии в 5,5 % случаев. Через 144 недели доля пациентов с вирусной нагрузкой меньше 400 копий/мл в группе, получавшей зидовудин, была меньше, чем в группе, получавшей тенофовир (58 % по сравнению с 71 %). Такая разница была обусловлена в значительной степени тем, что в группе, получавшей зидовудин, больше пациентов досрочно выбыло из исследования из-за побочных эффектов (11 % по сравнению с 5 %). Помимо симптомов угнетения кроветворения (анемии и нейтропении), побочные эффекты, приводившие к отмене терапии, включали главным образом нарушения работы ЖКТ (например, тошноту), которые обычно развивались в первые недели после начала лечения. Кроме того, у пациентов, получавших зидовудин, наблюдалось значимое уменьшение толщины подкожной жировой клетчатки на конечностях.
По вышеперечисленным причинам во многих рекомендациях и стандартах зидовудин был исключен из списка предпочтительных препаратов первого ряда для лечения пациентов, ранее не получавших АРТ. Другой важный недостаток этого препарата состоит в необходимости приема два раза в сутки, в то время как многие антиретровирусные препараты достаточно принимать один раз в сутки. Это исключает возможность включения зидовудина в схемы АРТ с однократным приемом препаратов в сутки. Однако зидовудин продолжает входить в некоторые схемы АРТ, схемы профилактики передачи ВИЧ от матери ребенку и схемы постконтактной профилактики, поскольку польза от его применения была доказана, особенно с учетом мутаций резистентности вируса. Например, штаммы с мутациями K65R или M184V гиперчувствительны к зидовудину. Дополнительными преимуществами зидовудина служат отсутствие токсического действия на ЦНС и хорошее проникновение через гематоэнцефалический барьер.

## Показания к применению
Ранние (с числом клеток T4 менее 500/мм3) и поздние стадии ВИЧ-инфекции, профилактика трансплацентарного ВИЧ-инфицирования плода.

## Противопоказания
Гиперчувствительность, лейкопения (число нейтрофилов менее 0,75×109/л), анемия (гемоглобин ниже 70 г/л).

## Комбинированные препараты
Зидовудин очень эффективен при применении в комбинации с другими антиретровирусными препаратами. В 1990-е годы комбинация зидовудина и ламивудина была одной из наиболее широко применяемых базовых комбинаций НИОТ в схемах АРТ. В сентябре 1997 года был допущен к применению комбинированный препарат ламивудина и зидовудина, получивший торговое наименование Комбивир.
В ноябре 2000 года была допущена к применению комбинация абакавира, ламивудина и зидовудина, распространяемая под торговым наименованием Тризивир.